# Sankt-Georgs-Kathedrale (Lemberg)

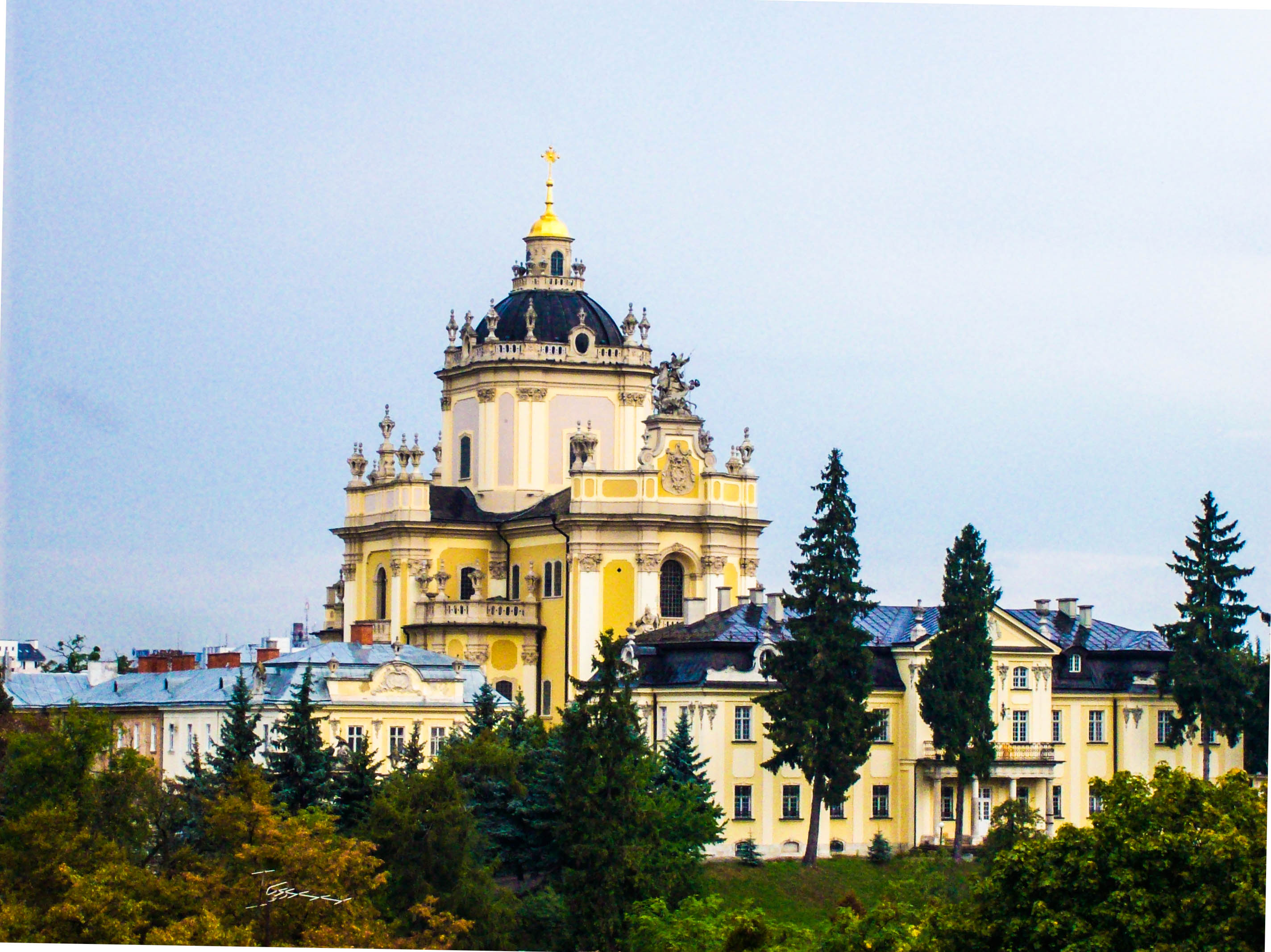
Die Sankt-Georgs-Kathedrale (Sobor sv. Jura) in Lemberg war im 18. und 19. Jahrhundert die Mutterkirche der Ukrainischen Griechisch-Katholischen Kirche

Die Sankt-Georgs-Kathedrale ist eine Kirche und Kathedrale der Ukrainischen griechisch-katholischen Kirche und befindet sich in der ukrainischen Stadt Lemberg.

## Geschichte
Die heutige Kathedrale entstand an der Stelle der 1363–1437 erbauten, 1743–1744 abgebrochenen gotischen Kirche. Sie wurde nach dem Entwurf des Architekten Bernhard Meretyn errichtet. Der Grundstein wurde 1744 gelegt. Zwei Jahre später starb der griechisch-katholische Bischof Athanasius Scheptyzkyj (1686–1746), der seinen Nachlass zur Finanzierung der Bauarbeiten bestimmte. Nach dem Tod Meretins 1759 wurden die Bauarbeiten bis 1764 vom Klemens Fesinger geleitet. Die Außenarchitektur wurde 1772 fertiggestellt. Die Skulpturen sind Werk des Butschatscher Bildhauers Johann Georg Pinsel.
Der Innenraum ist im Stil des Spätbarocks gestaltet. Die Kathedrale beherbergt eine Ikone der Gottesgebärerin, die durch Bischof Iosyf Shumliansky nach Lemberg gebracht wurde. Sie gilt als kostbare Reliquie. 
Im Jahre 1996 erfolgte eine Restauration zum 400. Jahrestag der Kirchenunion von Brest. Die Kathedrale stellt somit das bindende Symbol der ukrainischen griechisch-katholischen Kirche mit der Römisch-katholischen Kirche dar. In der St.-Georgs-Kathedrale befinden sich die Ruhestätten der griechisch-katholischen Kardinäle bzw. Metropoliten Sylwester Sembratowicz, Andrej Scheptyzkyj, Jossyf Slipyj, Wolodymyr Sternjuk und Myroslaw Ljubatschiwskyj.

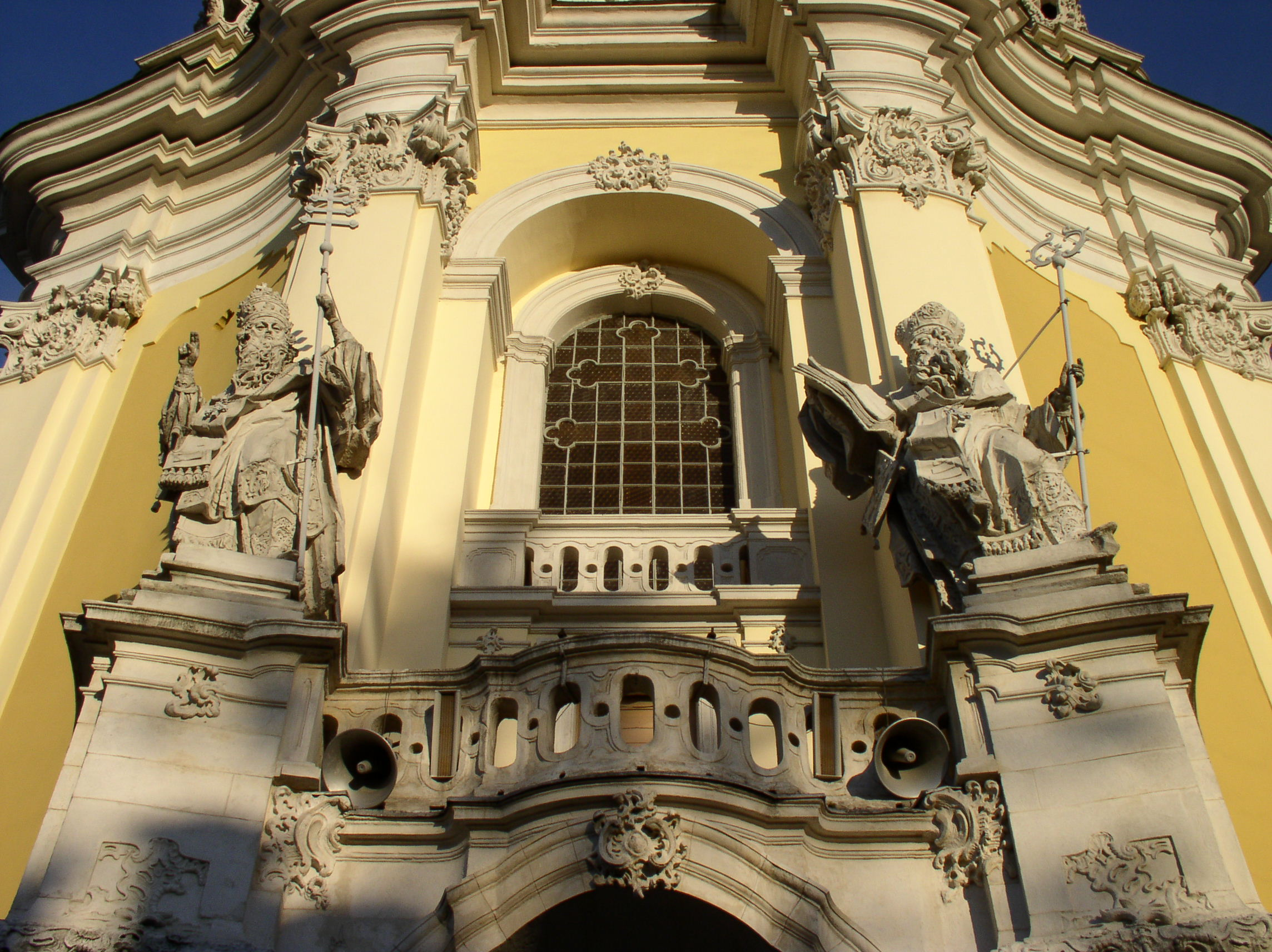
Die St.-Georgs-Kathedrale